# Leonid Rogozov
Leonid Ivanovič Rogozov (14. března 1934 – 21. září 2000) byl ruský chirurg, který je slavný tím, že sám sobě vyoperoval apendix. Stalo se tak 29. dubna 1961 v extrémních podmínkách stanice v Antarktidě.

## Průběh operace
Leonid Rogozov byl v roce 1961 jediným lékařem na polární sovětské stanici Novolazarevská v Antarktidě, která byla v důsledku zimních bouří zcela odříznutá od světa. V dubnu se u něj začaly projevovat příznaky akutní apendicitidy, kterou bylo bezpodmínečně nutné vyřešit operací. Vzhledem k nedostupnosti jiného řešení doktoru Rogozovovi nezbylo, než se – pouze za pomoci lokální anestezie – sám operovat. Během operace, která trvala půldruhé hodiny a během níž dvakrát omdlel, si apendix sám vyoperoval. Aby vůbec viděl na operační oblast, musel použít zrcátko.
Sovětská propaganda tento případ využila jako doklad toho, co všechno vydrží ruský člověk. V petrohradském Muzeu Arktidy a Antarktidy jsou vystaveny chirurgické nástroje, kterými Rogozov operaci provedl.

## Rodina
Leonid Rogozov se po návratu z polární stanice podruhé oženil a to s českou lékařkou Marcelou (jejich svatba byla v lednu 1969 v Ledči nad Sázavou). Rozvedli se ale po 6 letech. Jejich synem je další uznávaný lékař, Vladislav Rogozov (* 1969), který působil na Klinice anesteziologie a resuscitace v Institutu klinické a experimentální medicíny v Praze. Nyní žije v britském Sheffieldu. Jejich dcera Jelena Vojtková (* 1971) je uznávanou soukromou praktickou lékařkou a žije s rodinou v Ústí nad Labem.

## Předchůdce
Za prvního člověka v historii, který provedl podobnou operaci, je považován americký chirurg Evan O'Neill Kane (1861–1932). Ten sám sobě vyoperoval apendix v lokální anestezii 15. února 1921, zejména aby prokázal možnost záchrany pacientů nesnášejících celkovou anestezii.